# Гребёнка (локомотивное депо)
Локомотивное депо Гребёнка — структурное подразделение службы локомотивного хозяйства Южной железной дороги. Депо находится в городе Гребёнка Полтавской области Украины.
До Октябрьской революции на станции Гребёнка находился оборотный пункт, однако был и свой приписной парк паровозов. Паровозы обслуживали участок Яготин — Ромодан протяженностью 120 км. В 1938 году было закрыто депо Лубны и часть трудового коллектива стала работать в Гребёнке.
15 мая 1939 года Народный комиссариат путей сообщения издал приказ об основании паровозного депо Гребенка Южной железной дороги. На тот момент тяговые плечи депо: Дарница — Гребёнка, Гребёнка — Ромодан. В приписном парке паровозы СО17. Цеха ремонта выполняли промывочный и средний ремонт паровозов.
С началом Великой Отечественной войны предприятие и парк локомотивов были эвакуированы. 19 сентября 1943 года город и станция были освобождены от оккупации. Здание депо в ходе боёв было полностью разрушено и требовало восстановления. Для работы прибыли четыре паровозных колоны НКПС и один ремонтный поезд. В 1947 году восстановление депо было завершено.
С 1950 по 1976 год депо возглавлял Борис Николаевич Леонович. В 1950 году депо начинает эксплуатацию паровозов ФД.
С 1959 года в депо были начаты подготовительные работы по переходу на тепловозную тягу. К 1964 году реконструкция депо была завершена, но движение тепловозов открыто было уже в 1961 году. Депо получало тепловозы ТЭ3, ТЭ10, 2ТЭ10Л. В тот момент депо ремонтирует тепловозы всеми видами ремонтов до ТР-2 включительно.

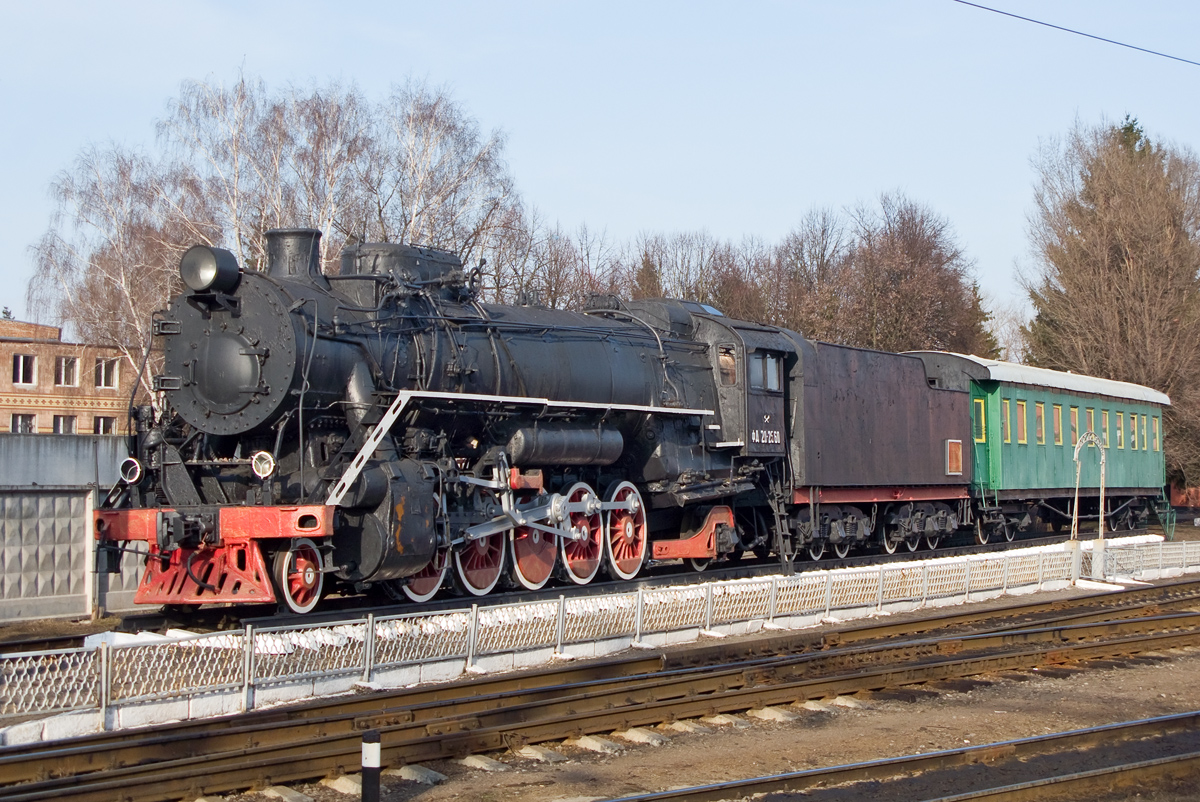
Паровоз ФД-20 и пассажирский вагон на станции Гребёнка

С 1964 года в депо внедряется крупноагрегатный метод ремонта тепловозов ТЭ3 и ТЭ10. В мае 1964 года на базе депо проведено Всесоюзное совещание тепловозников.
Приказом МПС от 15.02.1965 г. № 6/Ц депо Гребенка признано опорным предприятием по научной организации труда на сети железных дорог СССР. Звания Героя Социалистического Труда удостоен слесарь С. М. Примак, а лауреатами Государственной премии СССР стали Б. Ф. Стародубцев, Л. Н. Минин, С. М. Примак и В. С. Корж.
Позднее в депо эксплуатировались также тепловозы ТЭП10, дизель-поезда ДР1, ДР1П и ДР1А. Для маневровой работы депо использует тепловозы ЧМЭ3.
В 1980-е годы в депо поступают тепловозы серии 2ТЭ116.
В 1994 году, в связи с электрификацией участа Яготин — Гребёнка в депо поступают электровозы ВЛ80к и ВЛ80т.
В 1999 году произведена реконструкция тракционных путей депо. Депо становится базовым для железных дорог Украины по ремонту дизелей 5Д49.
В 2002—2003 годах в депо поступили в эксплуатацию электропоезда ЭР9М 506 и 507.